# Eurojet Turbo
Die EUROJET Turbo GmbH ist ein internationales Luftfahrtunternehmen mit Sitz in Hallbergmoos.
Das Konsortium wurde 1986 von Spanien, Italien, Großbritannien und der Bundesrepublik Deutschland als gemeinsames Unternehmen gegründet, um das Antriebssystem EJ 200 für den Eurofighter EF 2000 zu entwickeln und zu produzieren. Das Unternehmen ist eine in der Bundesrepublik Deutschland registrierte GmbH mit Sitz in Hallbergmoos.
Die Anteilseigner sind
- 33 %: MTU Aero Engines (Bundesrepublik Deutschland)
- 33 %: Rolls-Royce (Großbritannien)
- 21 %: Avio Aero (Italien)
- 13 %: ITP (Spanien)